# Света Троица (Раково)
Вижте пояснителната страница за други значения на Света Троица.
„Света Троица“ е българска православна църква в село Раково, община Невестино, област Кюстендил.
Църквата е построена през 1884 г. Тя е трикорабна постройка, с дървени стълбове колони, два от които поддържат балкона. Двата странични тавана са плоски – с дъсчена обшивка. Стенописите са изпълнени от живописеца Георги Попалексов (1851 – 1919) от село Дебели лаг. В свода на централния кораб, посока изток-запад, са изобразени: Богородица Ширшая небес, Саваот. Христос Вседържител, Йоан Кръстител и света Петка. На южната стена художникът е изписал образите на свети Йоаникий, Йоан Дамаскин, Йоасаф, Петър Атонски и Онуфрий. На северната стена са представени свети Йоаким и Ана и свети Йеремия. До тях са изобразени ктиторите на църквата. На балкона е изписана света Мария Египетска. Стенописна украса има и на западната фасада на църквата, на която е изпълнен огромен стенопис до свода. Над входната врата е разположена ниша на Света Троица.
Църквата е художествен паметник на културата от национално значение (ДВ, бр.35/1974 г.).